# Martin tom Dieck
Martin tom Dieck (né le 17 décembre 1963 à Oldenbourg) est un auteur de bande dessinée allemand. Il a reçu en 2000 le prix Max et Moritz du meilleur auteur de bande dessinée d'expression allemande.

## Publications
Certaines œuvres de Tom Dieck ont d'abord été publiées en allemand, d'autres l'ont d'abord été en français.
- (de) Der Unschuldige Passagier, Arbeitskreis Stadzeichner Verlag, 1993. Prix Max et Moritz du meilleur album en langue allemande 1994.
  - L'Innocent Passager, Le Seuil, 1996[1].
- « L'Oracle », dans Blick. Bandes dessinées suisses et allemandes, Amok, 1996.
- L’Oud silencieux, L'Association, coll. « Patte de mouche », 1996.
- (de) Hundert Ansichten der Speicherstadt, Arrache Cœur, 1997.
- Lingus savant des eaux, Les Étoiles et les Cochons, coll. « Schokoriegel », 1997.
  - (de) Monsieur Lingus' Wissen über Wasser, Reprodukt, 2001.
- Salut, Deleuze ! (dessin et scénario), avec Jens Balzer (scénario), Fréon, coll. « Amphigouri », 1998.
- « La FM », dans Comix 2000, L'Association, 1999, p. 1785-1789.
- (de) Die Schweigende Laute, Reprodukt, 2000.
- (de) Neue Abenteuer des unglaublichen Orpheus. Die Rückkehr von Deleuze (dessin et scénario), avec Jens Balzer (scénario), Arrache Cœur, 2001.
  - Les Nouvelles Aventures de l'incroyable Orphée. Le Retour de Deleuze, Fréon, coll. « Amphigouri », 2002[2].
- Vortex, Frémok, 2006.

## Récompenses
- 1994 : Prix Max et Moritz de la meilleure publication locale de bande dessinée pour L'Innocent passager
- 2000 : Prix Max et Moritz du meilleur auteur germanophone de bande dessinée, pour l'ensemble de son œuvre